# Futarasan-jinja
Le sanctuaire Futarasan (二荒山神社, Futarasan-jinja), ou, plus précisément, le sanctuaire Nikkō Futarasan, est un sanctuaire shintō du Japon, situé à Nikkō, dans la préfecture de Tochigi, sur l'île de Honshū. Fondé en 767 par le moine bouddhiste Shōdō Shōnin, ascète montagnard et propagateur de l'enseignement du Bouddha dans l'ancienne province de Shimotsuke, il a été classé, en 1998, site historique national par le gouvernement japonais. Il fait partie, avec le Nikkō Tōshō-gū et le temple Rinnō voisins, du site des sanctuaires et temples de Nikkō, inscrit en 1999 sur la liste du patrimoine de l'humanité établie par l'UNESCO.

## Situation
Environ 118 km, à vol d'oiseau, au nord de l'agglomération de Tokyo, le sanctuaire Futarasan est un complexe religieux qui s'étend sur 3 400 ha, dont une grande partie est couverte de forêts. Il est composé de trois sites distincts dans la ville de Nikkō (préfecture de Tochigi), sur l'île de Honshū, au Japon. Le sanctuaire principal, le honsha, est situé au pied d'une colline, à l'altitude de 650 m, dans le quartier Sannai du centre-ville de Nikkō. Le sanctuaire intermédiaire, appelé Futarasan-jinja Chūgū-shi ou, plus couramment, Chūgū-shi, se trouve dans le quartier Chūgū-shi, sur la rive nord-est du lac Chūzenji, au bas du versant sud du mont Nantai (altitude 1 280 m). Au sommet de ce dernier (2 486 m), l'oku-miya du sanctuaire rappelle le caractère sacré de la montagne. De l'enceinte du honsha, les deux lieux saints annexes sont accessibles par la route nationale 120, qui relie le centre-ville de Nikkō à celui de Numata dans la préfecture voisine de Gunma.
Dans le quartier Sannai, le sanctuaire Futarasan forme avec le Nikkō Tōshō-gū et le temple Rinnō voisins, le site des sanctuaires et temples de Nikkō, inscrit en 1999 sur la liste du patrimoine de l'humanité établie par l'UNESCO. Le quartier est lui-même classé, depuis 1998, site historique national.
Le périmètre sacré du sanctuaire Futarasan comprend un autre symbole historique de Nikkō : le Shinkyō, un pont en bois laqué enjambant la rivière Daiya, environ 1 km au sud-est du principal sanctuaire. Il inclut aussi les chutes de Kegon, à la pointe nord-est du lac Chūzenji, et, au bas du versant sud-est du mont Nantai, la colline Irohazaka sur laquelle la route nationale 120 forme un circuit de virages en lacet,.
Associé aux deux sanctuaires du quartier Sannai qui lui sont affiliés : le Takinoo-jinja et le Hongū-jinja, il constitue une triade de lieux saints appelés les « trois sanctuaires de Nikkō,,, ». Derrière le sanctuaire d'Ise, situé dans la ville d'Ise (préfecture de Mie), le Futarasan-jinja est le sanctuaire shintō le plus important en superficie.

## Spiritualité et religion

### Syncrétisme shintō-bouddhique
Bien que fondé par un moine bouddhiste, le sanctuaire Futarasan est un lieu saint du shintoïsme, religion autochtone de l'archipel japonais. Chacun des trois sites du complexe religieux est dédié à une divinité du shintō, un kami. Son fondateur, Shōdō Shōnin (735-817), était un moine itinérant de la province de Shimotsuke, adepte d'une forme ésotérique du bouddhisme appelée shugendō et qui privilégie l'ascétisme montagnard. Pour assurer la réception de la parole du Bouddha auprès des gens du peuple, il a dû composer avec les croyances et les traditions locales du shintoïsme, implantées depuis plus longtemps que celles relatives à sa foi bouddhique,. Ainsi s'est élaborée une forme originale de syncrétisme religieux mêlant philosophie bouddhique et spiritualité shintō : le Nikkōsan shinkō,, ou la « foi dans les montagnes de Nikkō ». La fondation du temple bouddhique Rinnō en 766, et, l'année suivante, celle du sanctuaire shintō Futarasan,, constituent la réalisation concrète de celle-ci.

### Futarasan-daijin

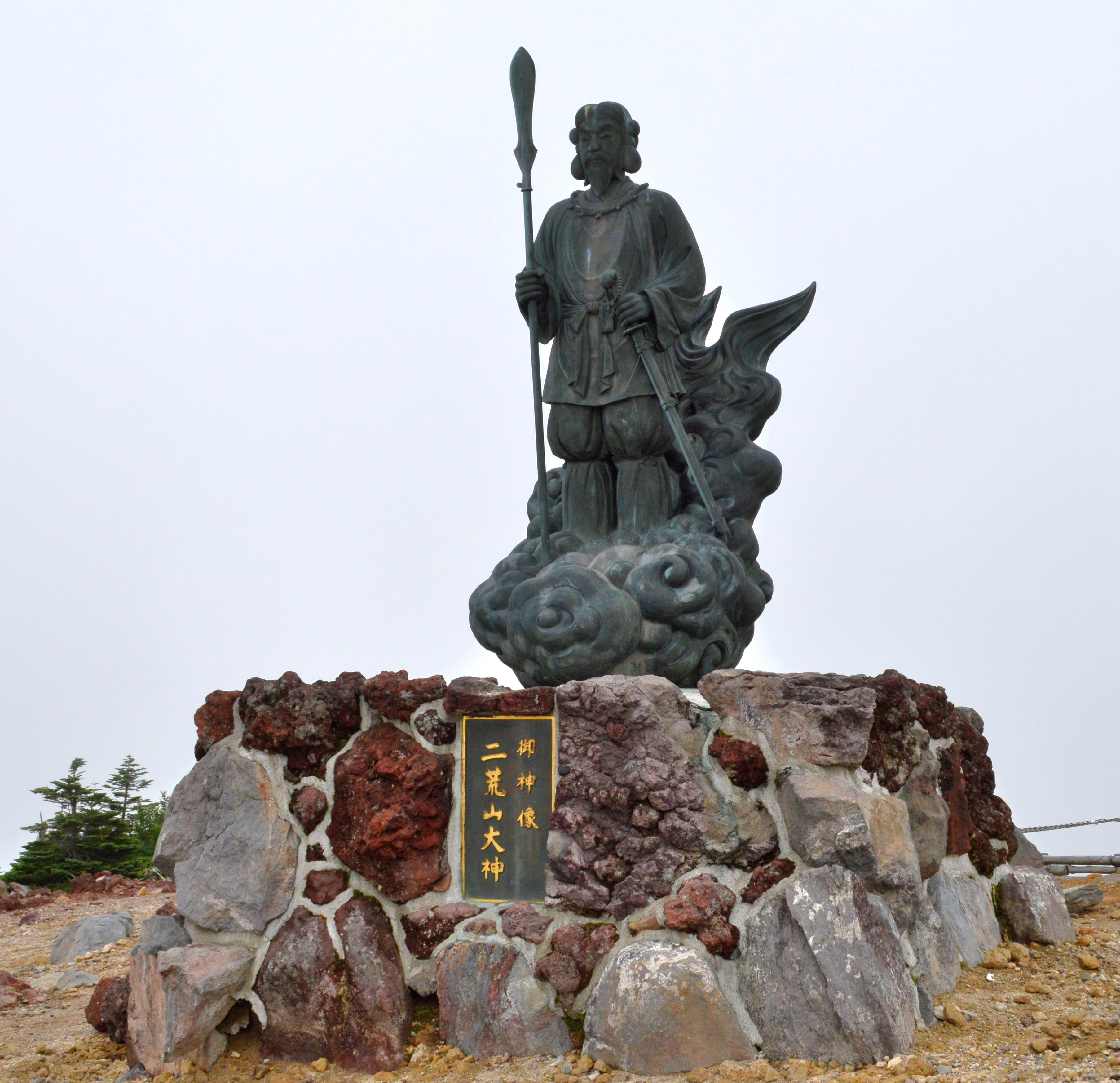
Statue en bronze de Futarasan Ōkami, au sommet du mont Nantai.

Depuis des temps immémoriaux, les trois volcans des monts Nikkō : les monts Nantai, Nyohō et Tarō, sont vénérés par la population locale pour les cours d'eau qui naissent de leurs pentes et alimentent en eau les rizières, chacun des trois édifices volcaniques étant considéré comme la résidence d'une divinité du shintō. En outre, les trois montagnes formeraient une famille dont le mont Nantai serait la figure paternelle, le mont Nyohō voisin serait la mère, et le mont Tarō le fils aîné,. L'œcuménisme shintō-bouddhiste établi par saint Shōdō énonce que les esprits divins qui habitent les montagnes de Nikkō sont des manifestations de bouddhas (gongen),. Le volcan Nantai serait la demeure d'Ōkuninushi, dieu shintō de la médecine et des affaires, et avatar de Senju Kannon, la déesse bouddhique de la miséricorde, dotée de mille bras. Sa compagne, la princesse Takiri, incarnation divine du bouddha Amida et fille d'Amaterasu, la déesse solaire tutélaire de l’archipel nippon, habiterait le mont Nyohō. Leur fils, Ajisukitakahikone, double céleste de Batō Kannon est l'esprit divin maître du mont Tarō,. Les trois gongen, collectivement nommés Nikkōsanzan, ou Nikkōsanja gongen,, et représentés par Futarasan Ōkami ou Futarasan-daijin,, sont honorés au Futarasan-jinja, tandis que les trois bouddhas sont les idoles révérées au temple Rinnō.

## Histoire

### Contexte historique
Au VIe siècle, des échanges entre le roi du Kudara, un royaume de Corée, et le souverain de la province de Yamato, installé à Asuka, favorisent la propagation du bouddhisme parmi les élites nobiliaires du Japon. En 587, le bouddhisme devient religion d'État au détriment du shintō,. Cependant, dans les temples dédiés à la nouvelle religion et les sanctuaires anciens, des pratiques syncrétiques mêlant les deux croyances apparurent progressivement. À l'époque de Heian (794-1185), le « mélange des kamis et des bouddhas » s'approfondit et se répand dans le peuple, sous l'impulsion de moines bouddhistes, tels que Kōbō-Daishi, saint fondateur de l'école bouddhiste Shingon,.

### Fondation du sanctuaire

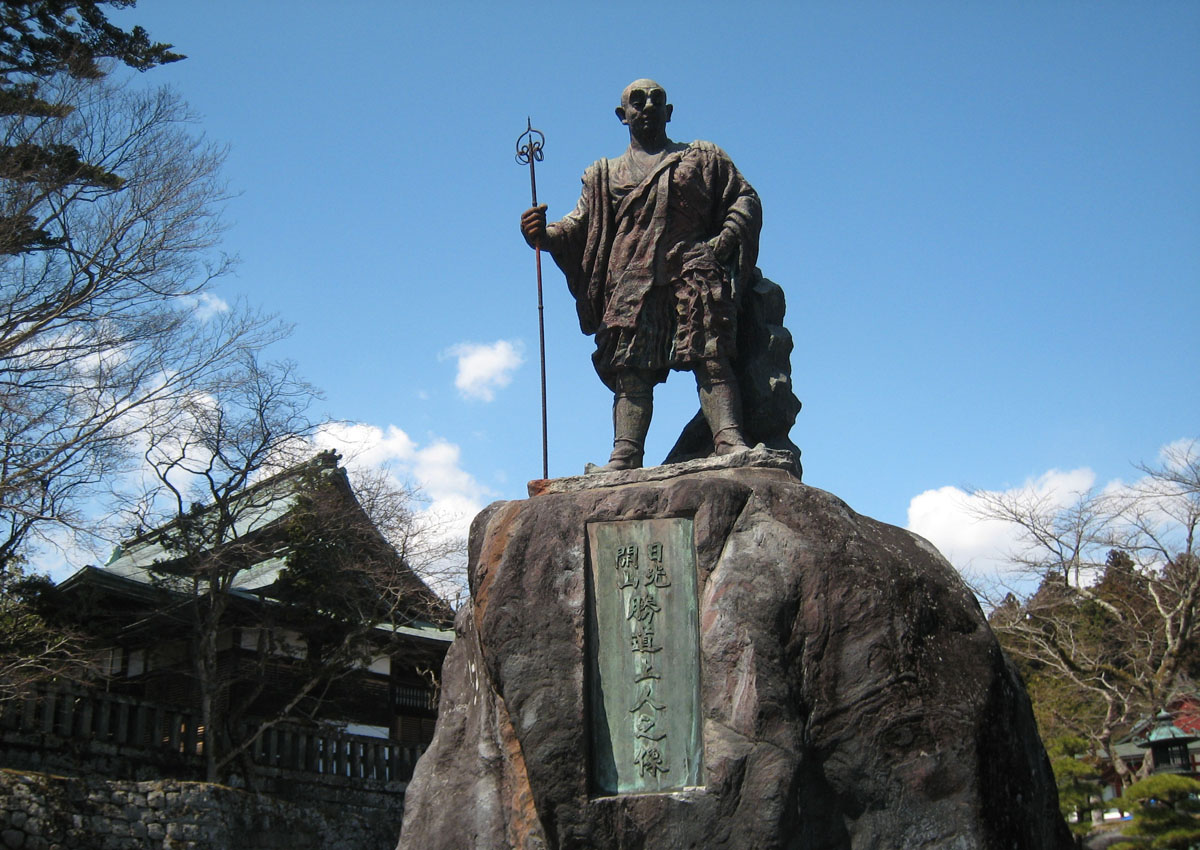
Statue de Shōdō Shōnin devant le Rinnō-ji à Nikkō.

Au milieu des années 760, le moine bouddhiste Shōdō, originaire d'un village du Sud-Est de la province de Shimotsuke, située dans le Nord de la plaine du Kantō, débarque dans la vallée fluviale de l'Ouest de la province, au bas du versant sud-est du mont Nantai, un volcan qui lui évoque Fudaraku-san, la demeure mythique de Kannon, déesse bouddhique de la miséricorde. Déterminé à propager l'enseignement du Bouddha, il fonde, au nord de la rivière Daiya, un temple bouddhique : le Rinnō-ji, puis, une année plus tard, en 767, le Hongū-jinja,,. Sous la forme d'un hokora (sanctuaire miniature) dédié à Futarasan Ōkami, ce dernier, situé quelques centaines de mètres à l'est du temple Rinnō, n'est que la forme embryonnaire du sanctuaire Futarasan. En 782, il réussit l'ascension du mont Nantai,. À la suite de deux tentatives infructueuses,, il réalise la conquête de la montagne, à partir du lac Chūzenji, en plus de deux jours, après sept jours de prières et d'invocations des dieux protecteurs sur la rive nord du lac,. Pour célébrer son succès, Shōdō construit près du sommet du volcan un sanctuaire auxiliaire du Hongū-jinja et, en 784, un jingū-ji sur la rive nord du lac, au pied du versant sud de la montagne,. Le sanctuaire shintō bâti dans l'enceinte du nouveau temple bouddhique est aussi une annexe du Hongū-jinja. Ainsi, le mont Nantai, objet de culte du shintō, devient aussi un lieu sacré du bouddhisme.
En 808, le sanctuaire miniature voisin du temple Rinnō est remplacé par un honden (bâtiment principal, aussi appelé shaden). En 820, Kūkai séjourne dans les lieux saints construits au pied du mont Nantai. Suivant les traces de son prédécesseur, saint Shōdō, décédé trois ans auparavant, il fait ériger, au nord du Futarasan-jinja, un sanctuaire dédié au gongen du mont Nyohō : le Takinoo-jinja. En outre, il rebaptise le volcan Nantai en mont Nikkō, un toponyme à l'origine du nom de la cité qui se développe autour des sanctuaires et des temples, dans la vallée traversée d'est en ouest par la rivière Daiya,. En 827, le sanctuaire Hongū devient un lieu d'adoration d'Ajisukitakahikone, en lien avec le mont Tarō. Un peu plus loin, un nouveau lieu de culte consacré à Futarasan Ōkami est construit : le sanctuaire Shingū. L'emplacement du Hongū-jinja, près du point de confluence de la rivière Daiya et d'un de ses affluents, la rivière Inari, ne permettait pas son agrandissement, en raison des inondations fréquentes engendrées par les crues de ces cours d'eau. Vingt-trois ans plus tard, le Shingū est déplacé au pied d'une colline, à l'endroit où se trouve l'actuel Futarasan-jinja,,.
Lorsqu'en 927, l'Engishiki,un recueil de lois et de règlements, est achevé, le Shingū, sous le nom de Futarasan-jinja, est répertorié dans la hiérarchie des sanctuaires shintō dont le clergé est placé sous la tutelle du ministère des Cultes shintō,.

### Époque médiévale

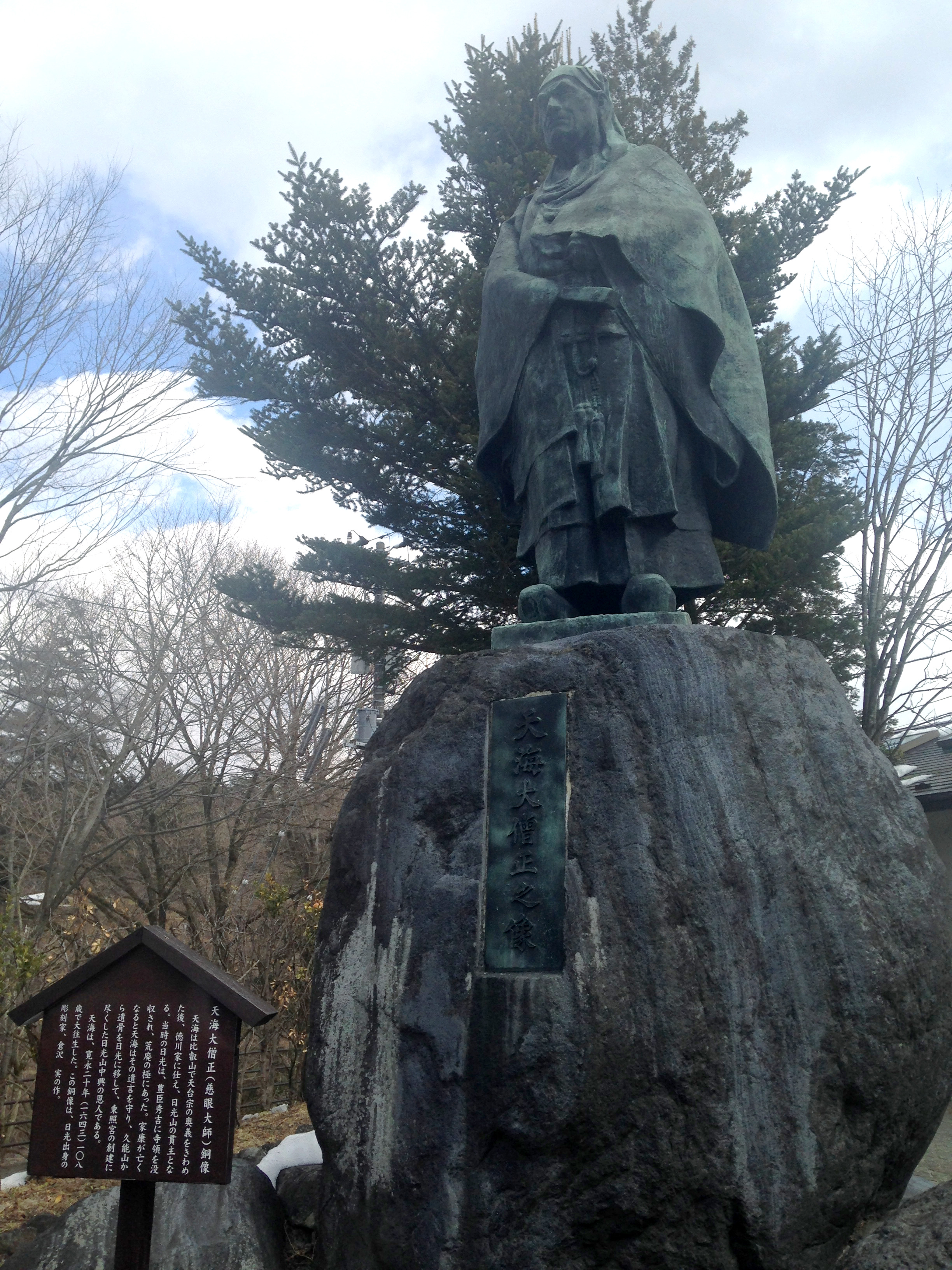
Statue de Tenkai à Nikkō.

Après la mort de saint Shōdō, son enseignement est diffusé et son œuvre préservée par ses disciples. Les monts Nikkō, associés aux temples et sanctuaires de la cité de Nikkō, deviennent une terre sacrée du Nikkōsan shinkō, syncrétisme shintō-bouddhique qui se développe tandis que le shugendō se structure et se répand dans tout le pays sous l'impulsion des sectes Tendai et Shingon,. Lorsqu'au début de l'époque de Kamakura (1185-1333) s'ouvre le Moyen-Âge, le sanctuaire Futarasan comprend plus de bâtiments qu'à sa fondation au IXe siècle,. Dans la province de Shimotsuke, il a rang d'ichi-no-miya et reçoit des offrandes des dignitaires du shogunat de Kamakura,,. Durant la période médiévale, il subit des dommages du fait de guerres entre clans rivaux ou d'incendies naturels. Sous la tutelle du shogun Minamoto no Yoritomo, puis de ses successeurs, il est chaque fois réparé et même agrandi. À l'époque de Muromachi (1333-1573), les principaux lieux saints shintō-bouddhiques de la cité de Nikkō atteignent l'apogée de leur prospérité et sont honorés du titre de « grande terre sacrée du Kantō ». Cependant à partir de 1590, après la conquête des provinces du Kantō, par le chef de guerre Toyotomi Hideyoshi, soutenu par le futur maître du pays : Tokugawa Ieyasu, la province de Shimotsuke entre dans une période d'instabilité, et la cité de Nikkō connaît une brève période de déclin,,. En 1613, Tokugawa Ieyasu devenu le premier shogun de l'époque d'Edo (1603-1868), nomme son conseiller Tenkai, moine bouddhiste de la secte Tendai, administrateur en chef des temples de Nikkō,,. À la suite de la construction, sous la direction de Tenkai, du Nikkō Tōshō-gū, un sanctuaire abritant le mausolée de Tokugawa Ieyasu, mort en 1616, l'enceinte du Futarasan-jinja est de nouveau agrandie ; son honden sort de terre et ses prêtres sont enrôlés pour assurer aussi le service religieux du Tōshō-gū voisin dont le prestige grandissant rejaillit sur toute la cité de Nikkō,,. Par la suite, une gestion appropriée des mesures de conservation et de réparation ont permis de préserver les édifices du sanctuaire tels qu'on peut les voir de nos jours.

### Époque moderne
Début 1868, au cours de la guerre de Boshin, qui oppose dans tout le Japon les partisans de l'empereur Meiji à ceux du dernier représentant de la dynastie Tokugawa : Tokugawa Yoshinobu, la cité de Nikkō est menacée de destruction. D'abord par les troupes loyalistes, conduites par Ōtori Keisuke et retranchées dans l'enceinte du sanctuaire Tōshō après avoir fui Edo, puis par les meneurs de la coalition impériale, Saigō Takamori en tête, qui exigent que soient réduits en cendres les symboles du gouvernement shogunal omniprésents à Nikkō et dans ses environs. Il faut toute l'habilité diplomatique d'Itagaki Taisuke, un conseiller militaire d'Edo, pour convaincre Ōtori d'épargner Nikkō et dissuader Saigō de faire exécuter son projet,. Le gouvernement de Meiji, issu de la révolution du même nom, instaure un shintoïsme d'État. Dès 1868, la promulgation d'une série d'ordonnances sur la ségrégation entre le shintō et le bouddhisme entraîne dans tout le pays le retour en force du mouvement Haibutsu kishaku, un courant de pensée qui prône l'expulsion du bouddhisme du pays. Des lieux de culte bouddhique sont détruits et une grande partie du patrimoine religieux des temples est dispersée,. En 1871, à Nikkō, l'administration des lieux saints est divisée en deux : un clergé chargé de la gestion des temples et un autre, bien distinct, chargé de celle des sanctuaires. Le jingū-ji, au pied du mont Nantai, est scindé en un temple bouddhique : le Chūzen-ji, et un sanctuaire shintō : le Futarasan Chūgū-shi,,. Prenant le monde occidental comme étalon de la modernité, le nouveau pouvoir, installé à Tokyo, impulse une occidentalisation à marche forcée du pays, ce qui se traduit concrètement par une remise en question, voire un rejet des valeurs et des traditions autochtones et une amplification de l'abandon du patrimoine ancestral,. Le lustre acquis tout au long du shogunat Togugawa par les temples et sanctuaires de la cité fondée par saint Shōdō perd de son intensité.
En 1873, le Futarasan-jinja devient un sanctuaire d'importance nationale de deuxième rang dans le système moderne de classement des sanctuaires shinto établi par l'État,,. Ce statut officiel de sanctuaire de moyenne importance lui assure, pendant plus de soixante-dix ans, un financement puisé dans les fonds du Trésor public.
En 1908, dans le cadre de la loi portant sur la protection des sanctuaires et temples anciens promulguée en 1897, le haiden, bâtiment du culte, et le honden du sanctuaire sont classés trésor national,,. Ces édifices religieux bénéficient désormais de la protection de l'État. Trente-six ans plus tard, les haiden des sanctuaires annexes Chūgū-shi et Takinoo sont à leur tour inscrits au patrimoine culturel du Japon. La même année, les toriis du Chūgū-shi, du Takinoo-jinja et du sanctuaire principal sont aussi classés.
À l'issue de la Seconde Guerre mondiale, le camp des vaincus inclut le Japon. Sous le commandement du général Douglas MacArthur, les Alliés de la Seconde Guerre mondiale s'installent sur le sol nippon. Début décembre 1945, dans le cadre de sa politique de démocratisation du pays, l'administration du commandement suprême des forces alliées, qui s'applique à effacer des tables de la loi la mystique nationaliste centrée sur la nature supposée divine de l'empereur du Japon qui prévaut depuis l'ère Meiji (1868-1912), publie la « directive shinto », un acte législatif qui met notamment fin à la tutelle gouvernementale sur les lieux de culte du shintoïsme. La supervision de ces derniers est confiée en 1946 à l'association des sanctuaires shinto, une organisation indépendante de l'État et qui possède une antenne dans chaque préfecture du pays,. Au sanctuaire Nikkō Futarasan, une conséquence de ce changement a été l'interruption de la transmission héréditaire d'une charge ecclésiastique dans la famille Ōnakatomi (ja), une lignée de nobles membres de la cour impériale depuis au moins l'époque de Nara (710-794) et dévoués à la liturgie shintō,. En 860, le tout premier descendant de cette famille à exercer des fonctions sacerdotales dans le sanctuaire n'était autre qu'un cousin de Shōdō Shōnin. De plus, en août 1948, des représentants du ministère du Trésor et du ministère de l'Agriculture et des Forêts, réunis à Nikkō pour décider du sort des montagnes sacrées, transfèrent officiellement le titre de propriété du mont Nantai de l'État au sanctuaire Futarasan.
En 1998, le gouvernement japonais classe site historique national le quartier Sannai du centre-ville de Nikkō. L'année suivante, le site, qui regroupe le temple Rinnō et les deux sanctuaires Tōshō et Futarasan, fait son apparition officielle sur la liste du patrimoine de l'humanité établie par l'UNESCO,.

## Architecture
Le sanctuaire est composé d'un ensemble de bâtiments dont vingt-trois sont inscrits comme « biens culturels importants » par le gouvernement.

### Shinkyō
Le Shinkyō (神橋, Shinkyō, litt. « pont sacré ») fait aussi partie du sanctuaire, il enjambe la rivière Daiya. Il s'agit d'un pont en bois laqué qui daterait de l'époque de Muromachi (1336-1573). Il fut rénové en 1636 pour prendre sa forme actuelle. En 1902, une partie du pont a été emportée par une crue de la rivière Daiya ; deux ans, plus tard il fut complètement restauré.

### Honden
Le honden (本殿, honden) construit en 1619 pour faire office de hall principale, il fut déplacé en 1645 à sa place actuelle.

### Mitomo-jinja
Le Mitomo-jinja (朋友神社, Mitomojinja) est un petit sanctuaire rendant hommage à Sukunahikona. Le 15 mai, un festival y est organisé. Il fut érigé en 848.

### Hie-jinja
Le Hie-jinja (日枝神社, Hiejinja) est un petit sanctuaire rendant hommage à Ōyamakui. Le 15 juin, un festival y est organisé. Il fut érigé en 848.

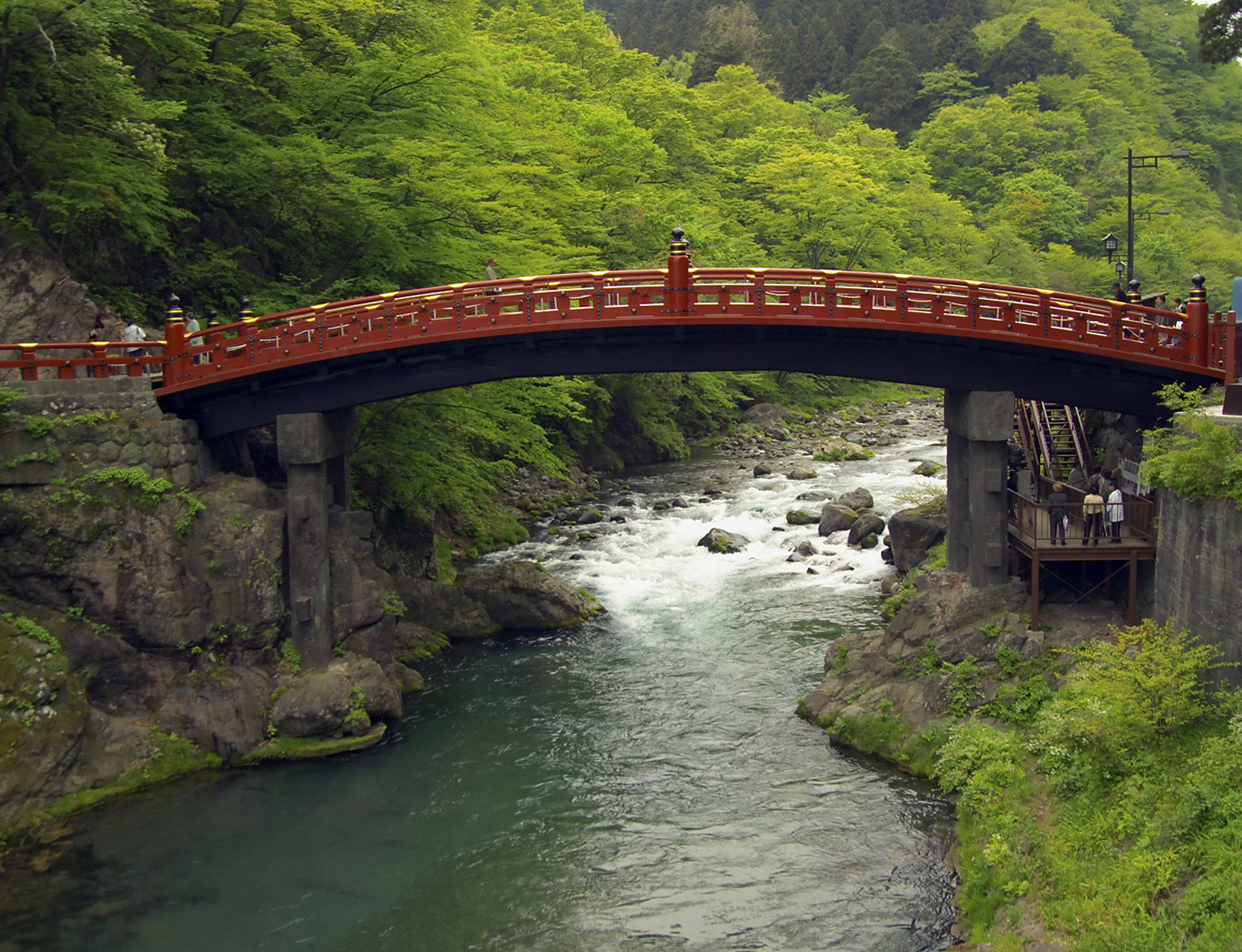
Vue du Shinkyō.
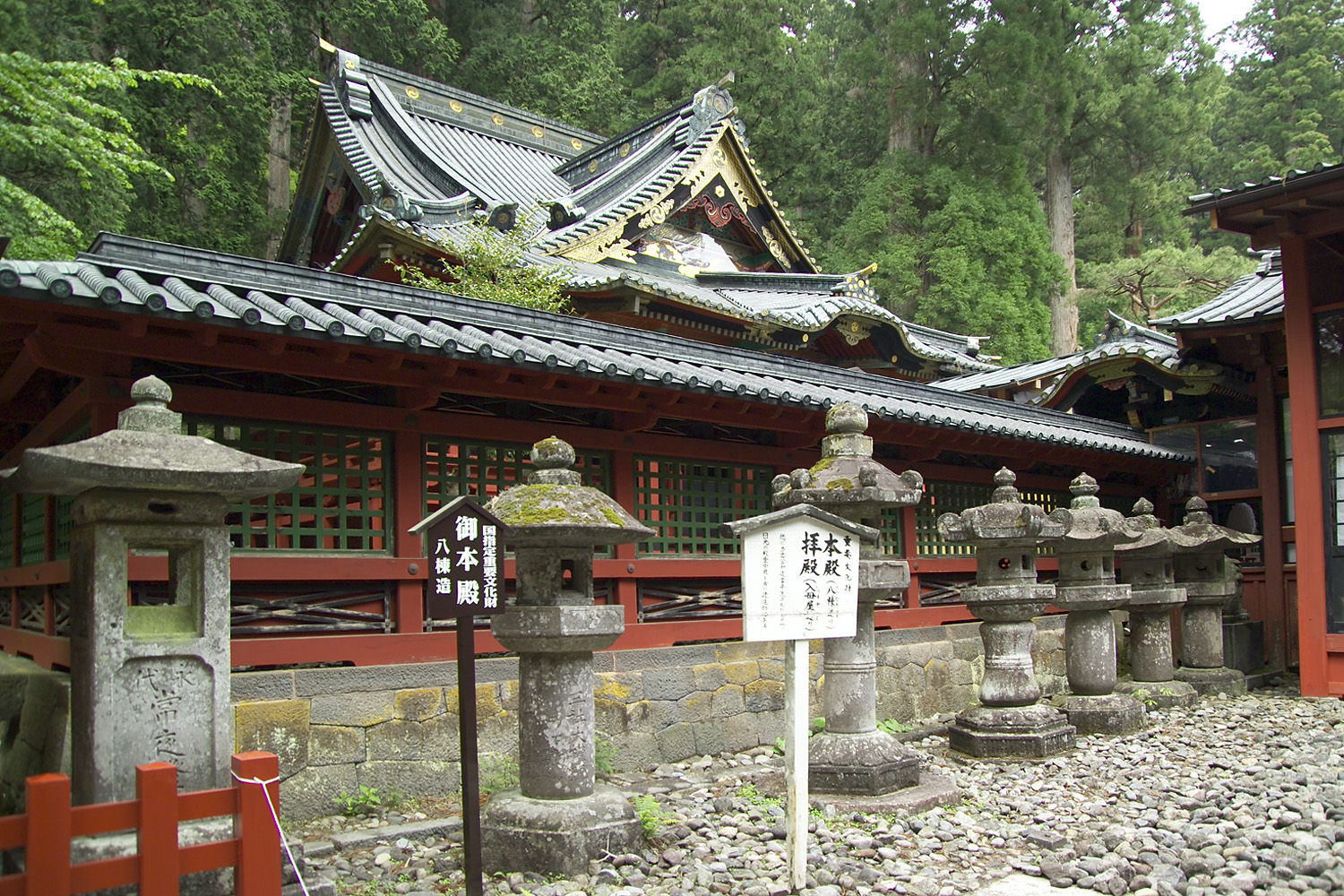
Vue du honden.
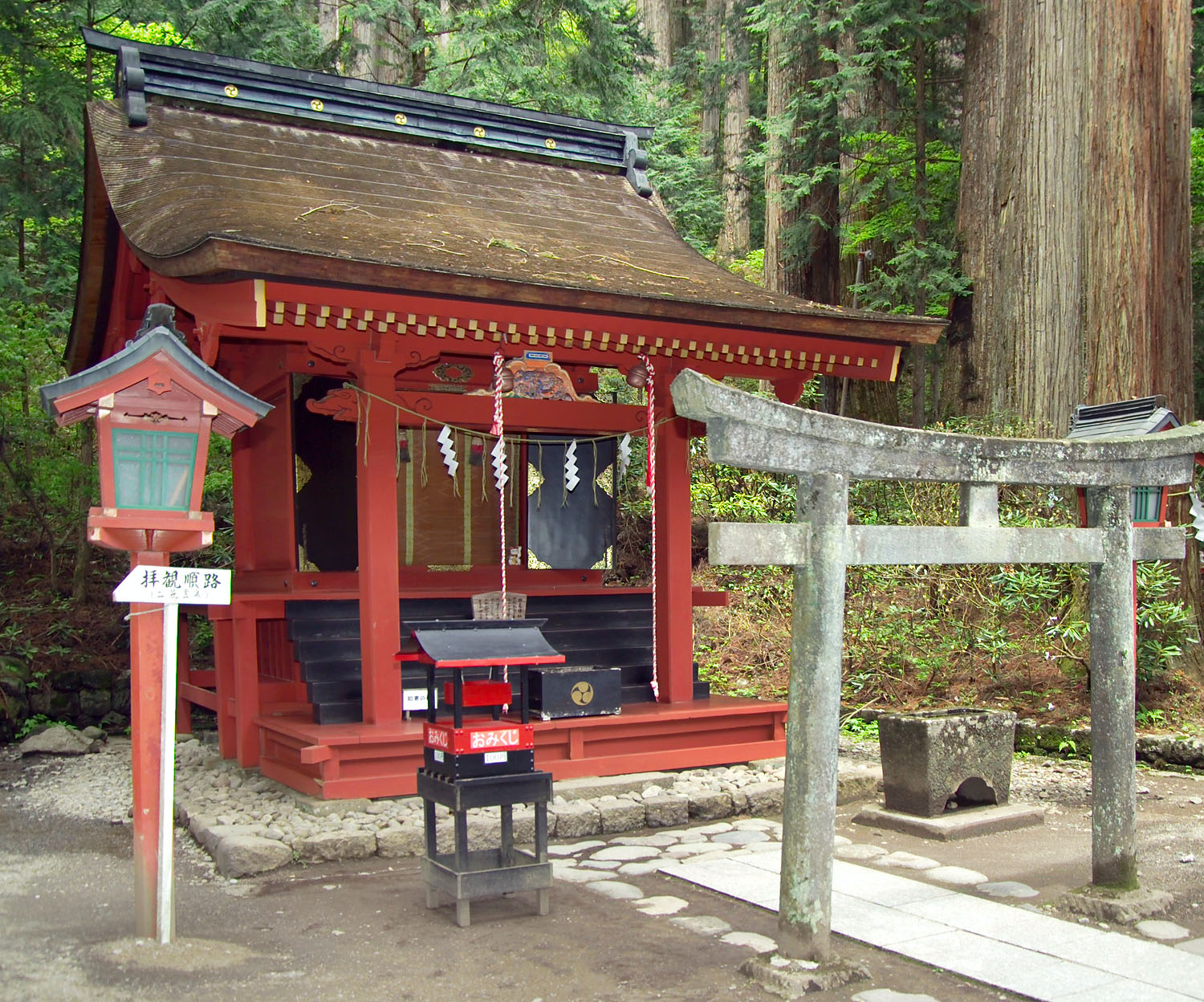
Vue du Mitomo-jinja.
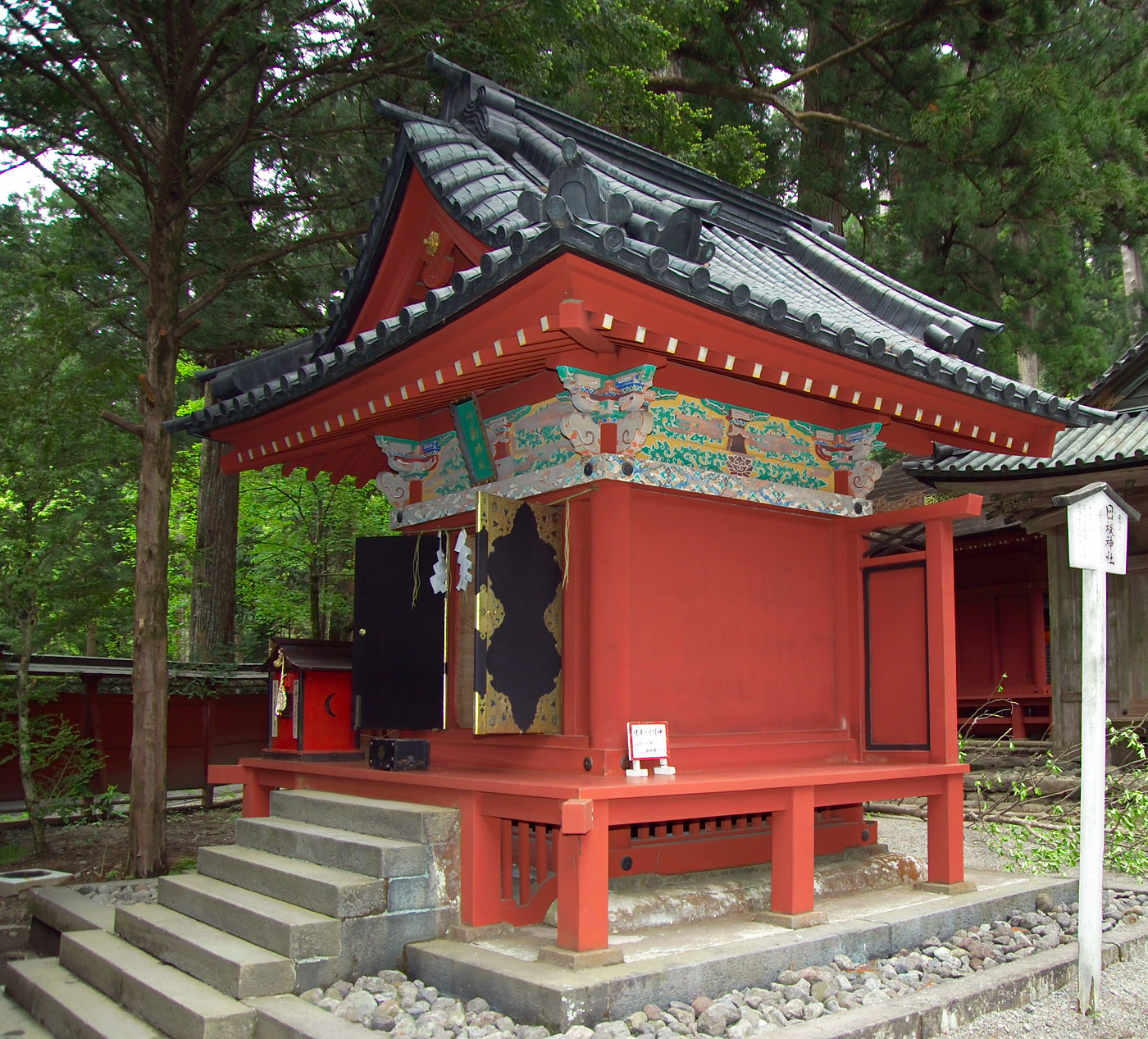
Vue du Hie-jinja.

## Festivals
Chaque mois de l'année, un matsuri (festival) est organisé dans le sanctuaire, cependant la plupart ne sont pas très populaires et restent confidentiels. Le plus important est le festival de Yayoi qui a lieu du 13 au 17 avril chaque année en l'honneur des divinités locales.